# Gymnázium Karla Čapka, Dobříš
Gymnázium Karla Čapka, Dobříš svůj vznik datuje k roku 1953, kdy vznikla na Dobříši (v tehdejším okresním městě) všeobecně vzdělávací jedenáctiletá střední škola. Gymnázium nabízí vzdělávání v osmiletém a čtyřletém studijním programu. Leží v blízkosti ostatních vzdělávacích institucí na Dobříši, asi 2 minuty chůze od Mírového náměstí.

## Historie školy
Původně byla umístěna v budově bývalé chlapecké a dívčí měšťanské školy na Komenského náměstí, v roce 1965 přesídlila do jednoho z pavilónů nově otevřené 2. základní devítileté školy.
V průběhu let se škola transformovala postupně do podoby dnešního gymnázia, tedy školy všeobecně vzdělávací s tím, že v posledních dvou letech studia si studenti mohou volit semináře s různým zaměřením, které jim umožňuje zaměřit se na předměty, kterým se chtějí věnovat na vysoké škole nebo které je více zajímají.
Od roku 1982 má škola konečně samostatnou a plně vyhovující budovu, která byla v roce 1996 doplněna o nástavbu nad prostorem šaten. Tím byla završena snaha dosáhnout optimální kapacity školy, tj. 12 kmenových tříd. Ve školním roce 1989/1990 bylo totiž zahájeno také víceleté studium a tudíž bylo nutné zajistit dostatek prostoru pro 8 tříd víceletého studia a 4 třídy studia klasického (čtyřletého).
V roce 1992 změnila škola formu hospodaření, kdy se transformovala na organizaci příspěvkovou. Od roku 1995 škola užívá čestný název Gymnázium Karla Čapka, Dobříš.
V létě 2015 se budova školy dočkala dlouho očekávané a akutně potřebné rekonstrukce.